# Naturschutzgebiet Talsystem der Pöppelsche mit Hoinkhauser Bach

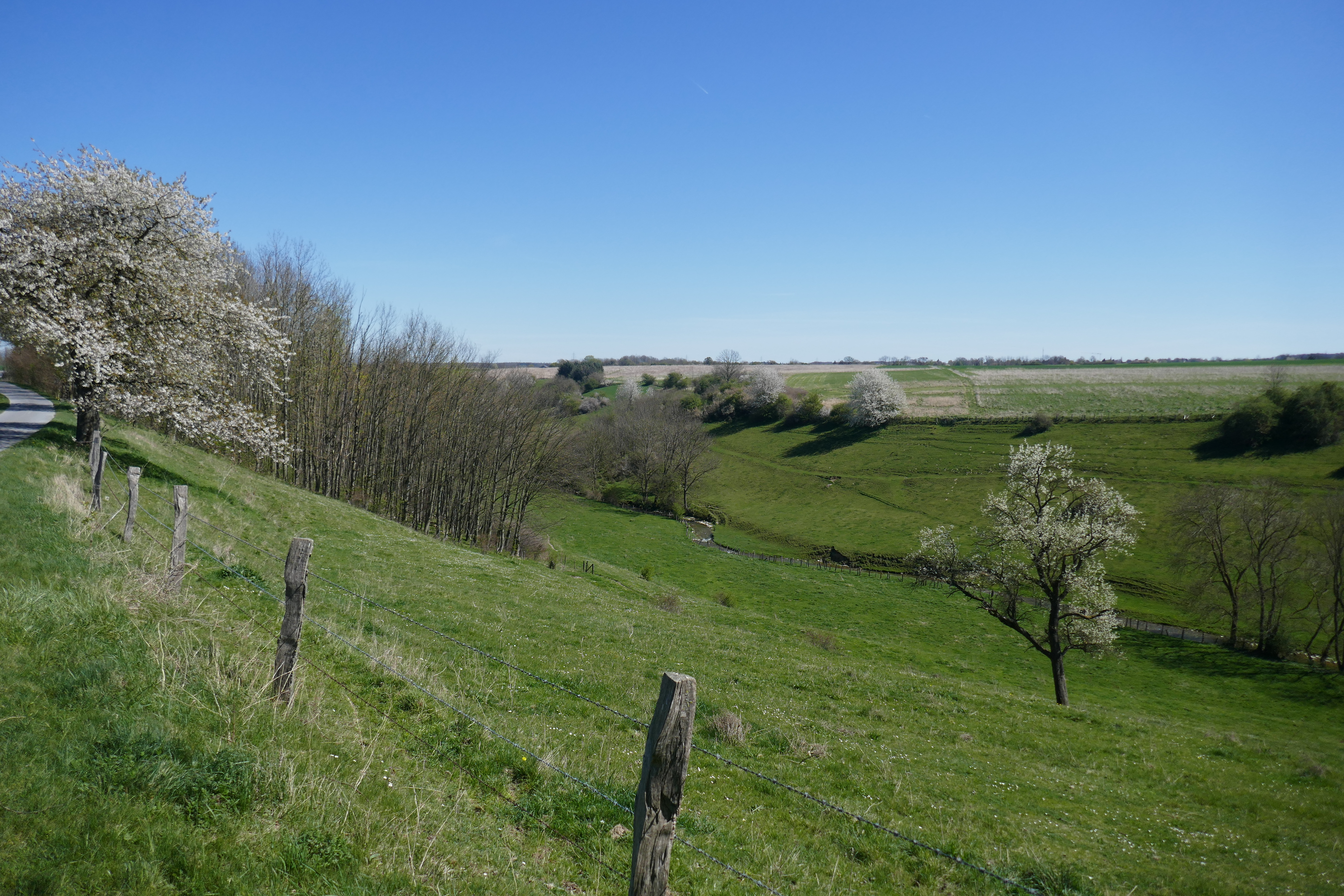
Pöppelschetal

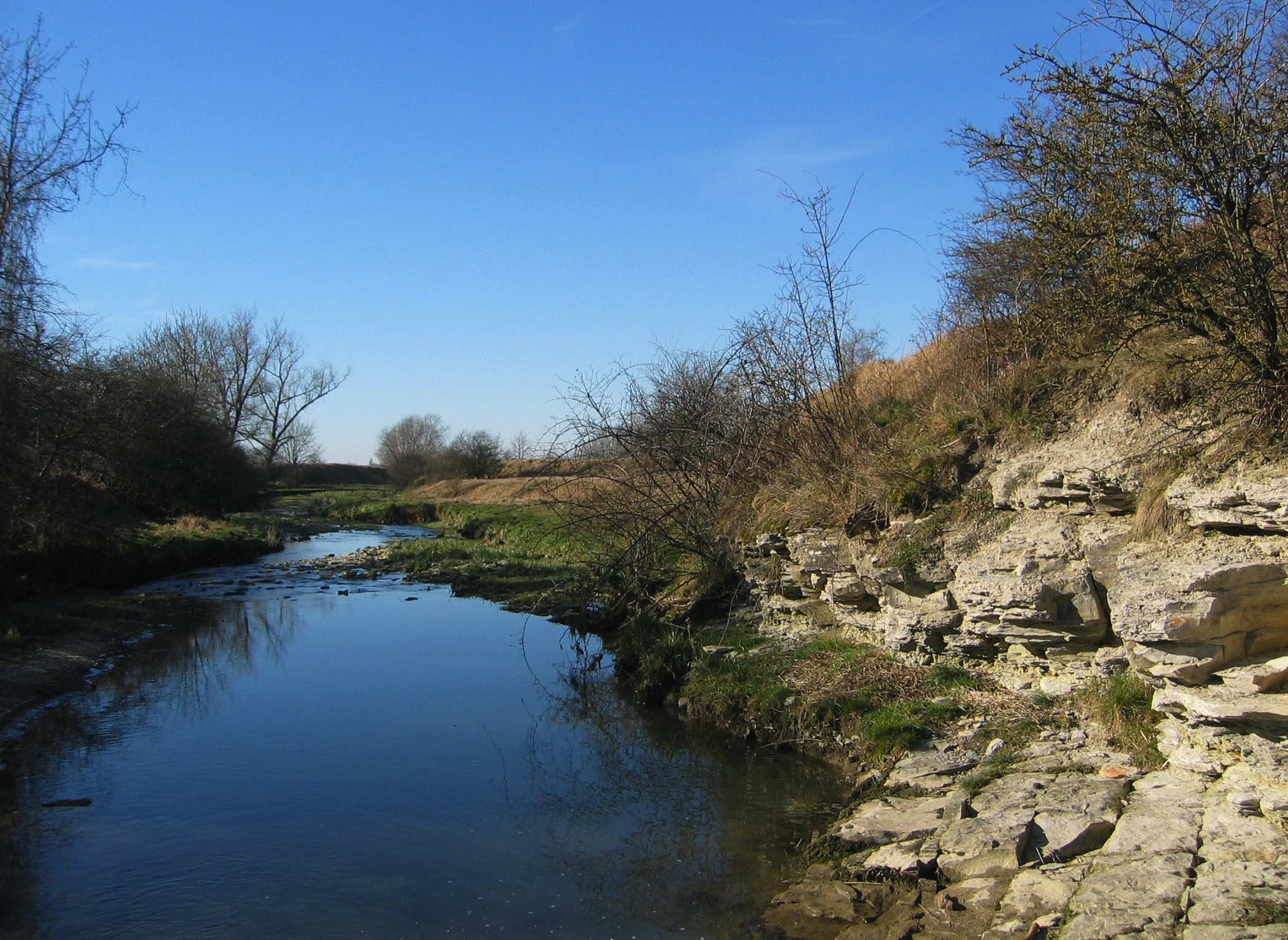
Pöppelsche

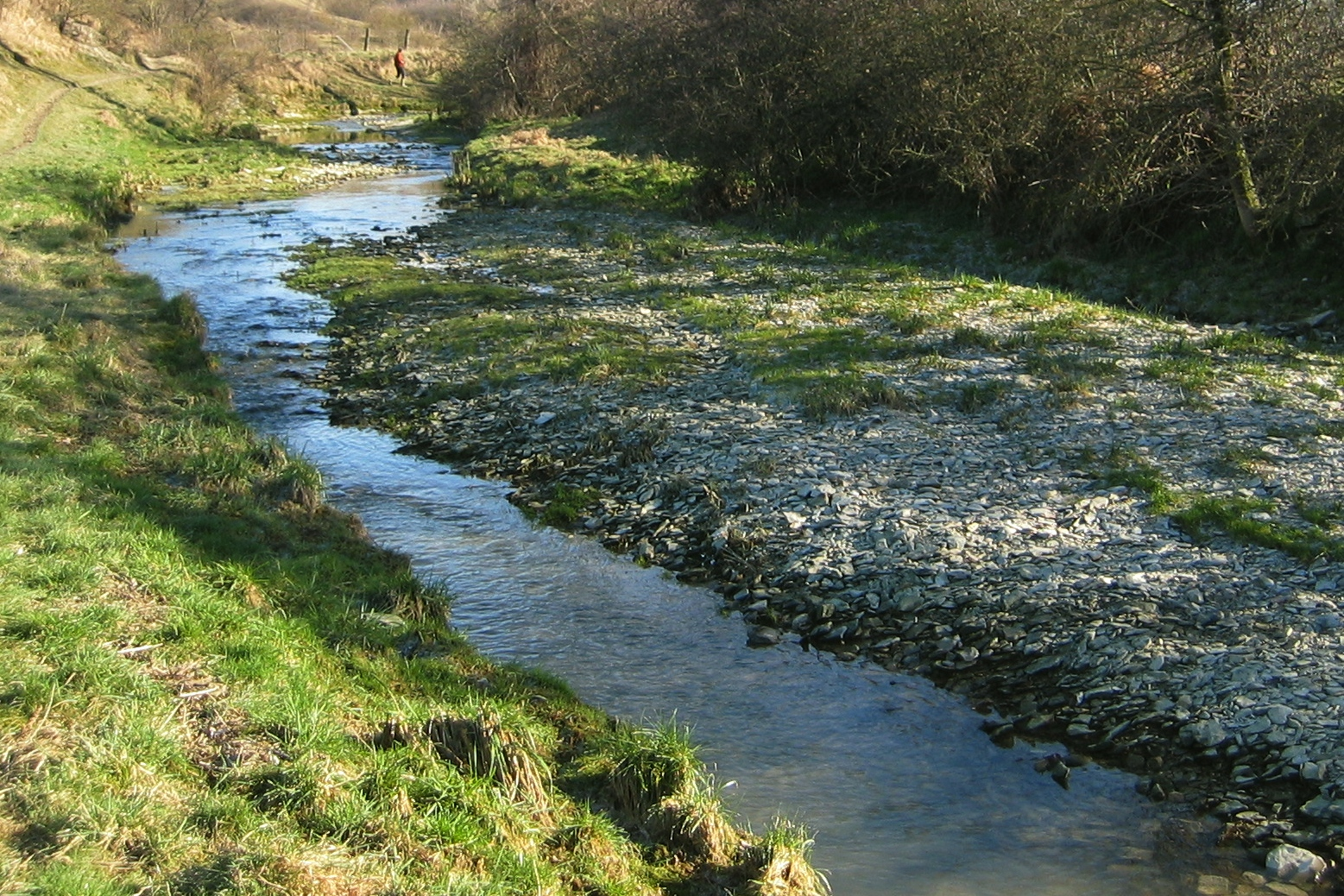
Trockengefallene Schotterbank im Winter

Das Naturschutzgebiet Talsystem der Pöppelsche mit Hoinkhauser Bach ist ein 474 ha großes Naturschutzgebiet (NSG) auf dem Gebiet von Anröchte, Erwitte und Rüthen im Kreis Soest in Nordrhein-Westfalen. Das Gebiet wurde 1978 und 1985 von der Bezirksregierung Arnsberg per Verordnung als NSG ausgewiesen. Das NSG wurde 1994 und 1997 vom Kreistag des Kreises Soest mit dem Landschaftsplan Erwitte-Anröchte erneut ausgewiesen. Das NSG ist seit 2004 Teil des FFH-Gebietes Pöppelsche (Nr. DE-4416-301) und auch als Teil des Europäischen Vogelschutzgebietes Hellwegbörde (Nr. DE-4416-401). Die direkt an das NSG angrenzenden Flächen liegen im Landschaftsschutzgebiet Agrar- und Waldbereich entlang der Pöppelsche nördlich der BAB 44, im Landschaftsschutzgebiet Agrarbereiche im Bereich Pöppelsche (Hoinkhauser Bach) südlich der A 44 und im Landschaftsschutzgebiet Agrarbereiche entlang des Hoinkhauser Bachtales. Im Norden geht das NSG bis zur Bundesstraße 1. Die Bundesautobahn 44 führt über eine Brücke über das NSG.

## Gebietsbeschreibung
Bei dem NSG handelt es sich um das strukturreiche Talsystem der Pöppelsche und des Hoinkhauser Baches. Im Talbereiche befinden sich Kalkmagerrasen, Steinschutt-Ruderalfluren, artenreichen Brachen, wärmeliebende Säume und Gebüsche sowie der naturnahen Bachabschnitte. An den Talrändern befinden sich kulissenartig einrahmenden Laubwald- und Gehölzstreifen. Die Bäche des Trockentales im Halbkarst sind nur periodisch wasserführend.
Im NSG wurde der Kammmolch nachgewiesen. Vom Anhang II der FFH-Richtlinie wurde u. a. die folgenden Vogelarten gefunden: Eisvogel, Neuntöter und Rotmilan.

## Pflanzenarten im NSG
Auswahl vom Landesamt für Natur, Umwelt und Verbraucherschutz Nordrhein-Westfalen dokumentierter Pflanzenarten im Gebiet: Ackerfrauenmantel, Ackerröte, Acker-Glockenblume, Acker-Hornkraut, Acker-Hundskamille, Acker-Witwenblume, Acker-Ziest, Acker-Winde, Aufrechte Trespe, Bachbunge, Bärenschote, Behaarte Segge, Bienen-Ragwurz, Blaugrüne Segge, Blasser Erdrauch, Bleiches Hornkraut, Blutwurz, Borstgras, Buntes Vergissmeinnicht, Buschwindröschen, Breitblättriger Thymian, Dornige Hauhechel, Dreizahn, Echte Betonie, Echte Nelkenwurz, Echtes Eisenkraut, Echtes Johanniskraut, Echtes Labkraut, Echtes Tausendgüldenkraut, Eiblättriges Tännelkraut, Falsche Rentierflechte, Feld-Ehrenpreis,  Fettwiesen-Margerite, Fieder-Zwenke, Florentiner Habichtskraut, Frühblühender Thymian, Frühlings-Fingerkraut, Frühlings-Hungerblümchen, Frühlings-Segge, Frühlings-Zahntrost, Gamander-Ehrenpreis, Gänseblümchen, Gelbgrüner Frauenmantel, Gelbliches Seidenmoos, Geschlitztblättriger Löwenzahn, Geschwollenes Zypressen-Schlafmoos, Gewöhnliche Hundszunge, Gewöhnliche Kreuzblume, Gewöhnlicher Erdrauch, Gewöhnlicher Feldsalat, Gewöhnlicher Feldrittersporn, Gewöhnlicher Fransenenzian, Gewöhnlicher Knollenkümmel, Gewöhnlicher Natternkopf, Gewöhnliches Ferkelkraut, Gezähnter Feldsalat, Gold-Hahnenfuß, Gras-Sternmiere, Graue Zackenmütze, Gundermann, Heide-Labkraut, Hohler Lerchensporn, Hopfenklee, Horst-Rot-Schwingel, Huflattich, Jakobs-Greiskraut, Klatschmohn, Klatschmohn-Stink-Pippau, Kleine Braunelle, Kleine Bibernelle, Kleine Wolfsmilch, Kleiner Frauenspiegel, Kleiner Klee, Kleiner Wiesenknopf, Kleines Leinkraut, Kleines Habichtskraut, Kleinköpfiger Pippau, Knoblauchsrauke, Knäuel-Hornkraut, Kohl-Lauch, Kriechender Günsel, Kriechendes Fingerkraut, Milder Mauerpfeffer, Mittleres Barbarakraut, Oregano, Pfennigkraut, Purgier-Lein, Quellen-Hornkraut, Quellmoos, Quendel-Ehrenpreis, Quendel-Sandkraut, Rapunzel-Glockenblume, Raues Veilchen, Rauhaarige Wicke, Rosen-Malve, Rundblättrige Glockenblume, Sand-Mohn, Scharbockskraut, Scharfer Mauerpfeffer, Schlitzblättriger Storchschnabel, Schmalblättrige Wicke, Schmalblättriges Greiskraut, Schopfige Kreuzblume, Sichelmöhre, Skabiosen-Flockenblume, Spießblättriges Tännelkraut, Stattliches Knabenkraut, Tannenmoos, Tauben-Skabiose, Tauben-Storchschnabel,  Viersamige Wicke, Vogel-Wicke, Wald-Ehrenpreis, Wald-Erdbeere, Wald-Gelbstern, Wald-Ziest, Wasser-Sumpfkresse, Wasserdost, Weicher Storchschnabel, Weinberg-Lauch, Wiesen-Bocksbart, Wiesen-Bärenklau, Wiesen-Flockenblume, Wiesen-Kerbel, Wiesen-Knöterich, Wiesen-Kümmel, Wiesen-Pippau, Wiesen-Platterbse, Wiesen-Schaumkraut, Wilde Karde, Wilde Möhre, Wirbeldost und Zaun-Wicke.

## Ausweisungsgründe
Die Ausweisung des NSG erfolgte laut Verordnung u. a.: „Zur Erhaltung und Förderung der Lebensgemeinschaften der strukturreichen Talbereiche, insbesondere der charakteristischen und gefährdeten Arten der Kalkhalbtrockenrasen und Magerrasen, Steinschutt-Ruderalfluren und artenreichen Brachen, wärmeliebenden Säume und Gebüsche sowie der naturnahen Bachabschnitte. Wegen des Vorkommens zahlreicher seltener und gefährdeter Tier- und Pflanzenarten. Wegen der besonderen Eigenart dieses periodisch wasserführenden Trockentales im Halbkarst und der hervorragenden Schönheit des Gebietes mit Weidetriften als Relikt alter Kulturwirtschaftsformen.“